# ¿Alguien ha visto a Lupita?
¿Alguien ha visto a Lupita? (Alguém viu Lupita? no Brasil) é um filme de comédia chileno-mexicana protagonizada pela cantora e atriz mexicana Dulce María, Carmen Salinas e Cristián de la Fuente. Começou a ser filmado em 2010 e teve como locações de filmagem Santiago no Chile, Guadalajara e Puerto Vallarta no México. O filme é do diretor chileno Gonzalo Justiniano que participou do filme B Happy. O filme será lançado finalmente no Brasil em Junho de 2016 porém somente com a opção de legendas em português, sem a dublagem brasileira, a empresa responsável pelo lançamento é a FILMES DO BRASIL, mesma responsável pelos lançamentos de "Chiquititas: Raio de Luz" e "Imaginaerum by Nightwish".

## Sinopse
Lupita (Dulce María) é uma jovem que desde pequena é tachada de louca e desde sua adolescência é recluída em um manicômio no México, sendo atendida unicamente a base de comprimidos. Consegue escapar do manicômio e cruza a fronteira dos Estados Unidos para provar que não está louca. Com sua sensualidade, inocência e romance, Lupita convida-nos a pensar que o mundo pode ser uma experiência de outra forma.

## Elenco
- Dulce María (Lupita/María Guadalupe del Pilar Concepción del Niñito Jesús)
- Cristián de la Fuente (Max)
- Carmen Salinas (Chepita)
- Luciano Seri
- Angélica Castro
- Lupe Ontiveros

## Prêmios
| Ano  | Prêmio                                                            | Categoria                                          | Indicados                   | Resultado |
| ---- | ----------------------------------------------------------------- | -------------------------------------------------- | --------------------------- | --------- |
| 2012 | Glauber Rocha Award en Festival Internacional de Cine de Montreal | Premio a la película más popular de América Latina | ¿Alguien ha visto a Lupita? | Venceu    |
| 2012 | Festival de Cine de Lima                                          | Mejor Película                                     | ¿Alguien ha visto a Lupita? | Venceu    |

## Festivais de Cinema
O filme passou por diversos festivais de cinema de vários países, entre eles:
- 65ª Festival de Cannes - França. (Maior Festival de Cinema do Planeta)
- 27º The Guadalajara International Film Festival - México. (Maior Festival de Cinema da América Latina)
- 19º San Diego Latino Film Festival - Californa, Estados Unidos.
- 28º Chicago Latino Film Festival - Chicago, Estados Unidos
- 13º Festival de Cine de La Habana - New York, Estados Unidos.
- 15º Cine Las Americas International Film Festival - Texas, Estados Unidos
- 16º Los Angeles Latino International Film Festival (LALIFF) - Estados Unidos.
- 04º Hola México Film Festival - Los Angeles, Estados Unidos
- 16º Festival de Cinema de Lima - Peru. (Prêmio "Mejor Película en Competencia")
- 36º Festival de Filmes do Mundo de Montreal - Canadá. (Prêmio "Mejor Cinta Latinoamericana")